# Juridiction de droit commun en France
En France, dans chaque ordre juridictionnel, il existe, pour les juridictions du premier degré, un tribunal de droit commun :
- pour l'ordre administratif, c'est le tribunal administratif ;
- pour l'ordre judiciaire, c'est le tribunal judiciaire.

Ces tribunaux sont investis d'une compétence de principe, d'une compétence ordinaire ou de droit commun. Ce qui signifie que dans chaque ordre juridictionnel, la juridiction de droit commun peut connaître tous les litiges qui ne relèvent pas de la compétence d'une juridiction d'exception.
C'est donc une juridiction qui a une vocation à connaître toutes les affaires, à moins qu'elles n'aient été attribuées par la loi à une autre juridiction.